# 2016年巴林大獎賽
2016年巴林大獎賽（英語：2016 Bahrain Grand Prix），官方名稱為2016年一級方程式賽車海灣航空巴林大獎賽（英語：2016 Formula 1 Gulf Air Bahrain Grand Prix），是2016年4月3日舉辦於巴林的一場一級方程式賽車賽事。比賽在巴林國際賽道進行，總計57圈。這是2016年世界一級方程式錦標賽的第2場分站賽事，同時也是第12屆巴林大獎賽。路易斯·漢米爾頓是這場分站的衛冕冠軍，其隊友尼可·羅斯堡以積分領先之姿來到此站。
漢米爾頓在二度受到嚴厲批評的「淘汰制」排位賽取得桿位，領先羅斯堡與法拉利的賽巴斯蒂安·維泰爾。最終，羅斯堡贏得分站冠軍，奇米·雷克南與漢米爾頓分別取得亞軍及季軍。

## 賽事簡報

### 背景
澳洲分站的「淘汰制」排位賽遭到廣泛批評後，各車隊投票表決廢止現行的制度，改回2006年至2015年的排位賽系統。然而，在該分站當週，策略工作小組對此事正式投票，選擇在巴林大獎賽保留目前的「淘汰制」，並在下一站中國前徹底審查。據後來的報導，車隊只能在淘汰制與2016年前及現行淘汰的混合制兩者間進行抉擇，徹底回歸到2006至2015年間賽制的決議從未被討論過。梅賽德斯的賽車運動總監托托·沃爾夫仍舊堅持認為目前的賽制需要改變，表示他並不期望排位賽能夠比兩週前變得更加具有趣味性。車手們對於維持目前賽制表示批評，法拉利的賽巴斯蒂安·維泰爾向記者表示「他與任何他認識的人一樣失望」，梅賽德斯車手路易斯·漢米爾頓表示「特別重要的是因為車迷們已經感到不滿」，稱這項決議相當「奇怪」。另外，正賽當日安排了一場會議，由包括國際汽聯主席尚·陶德、一級方程式賽車商業權持有者伯尼·埃克萊斯頓等人出席討論排位賽之進行方式。
在澳洲大獎賽與伊斯班·古鐵雷斯發生碰撞之後，費爾南多·阿隆索因為肋骨骨折及氣胸，被排除於這場分站，由麥拉倫儲備車手斯托弗·范多恩頂替上場。哈斯認為古鐵雷斯原先的底盤受到嚴重撞擊，以至於無法順利修復，因而替他換上了新的底盤。另外，即使奇米·雷克南的引擎在澳洲因渦輪增壓器故障起火，法拉利仍舊在此站將它修復完成。多虧車隊當場立即的處理，防止了內燃機損壞，他們在巴林分站僅需更換渦輪。小阿方索·塞利斯首度登上一級方程式賽車賽場，他在第一階段練習賽時，為印度威力試車。
輪胎供應商倍耐力為巴林站帶來的三種配方，供車手們自由選擇。這三種配方分別為超軟胎、軟胎及中性胎，與前一站澳洲相同。積分領先的梅賽德斯與法拉利在輪胎分配方面採取了不同的策略，梅賽德斯僅為他們的車手各準備一套中性胎，而法拉利則以軟胎最為代價，各配置了三套中性胎。
與往年一樣，這場比賽伴隨著有關巴林人權局勢的議題。巴林人權及民主學院（Bahrain Institute for Rights and Democracy）在比賽週之前，寫了一封公開信給尚·陶德，指出「國際汽聯授權的這場比賽期間已經嚴重侵犯人權」，並且強烈要求這項運動的管理機構應「準備好在未來幾年內取消這場賽事」。

### 自由練習賽
根據2016年賽季的規則，將舉行三階段自由練習賽，週五有兩場長一個半小時，而剩餘的一場一小時練習賽則位在週六排位賽之前。週五的第一階段練習賽期間，梅賽德斯寫下的時間與其主要對手有著明顯的差距。尼可·羅斯堡以1:32.292拿下全場最快圈速，較位居第二的隊友路易斯·漢米爾頓快上約半秒。第三快的奇米·雷克南與羅斯堡有著將近2秒的差距。首度登場的斯托弗·范多恩及小阿方索·塞利斯分別取得第18與第21名，皆較其各自的隊友來的慢。塞利斯於3號彎衝出賽道，迫使他得減慢速度以免車輛受到傷害，因為他最大的責任是替車隊收集資訊。此階段的天氣異常地涼爽，預期與週日在晚間舉行的正賽是有相近的天氣狀況。因此，許多車隊決定讓他們的車輛在場上多跑幾圈，其中共有16位車手跑超過20圈。
羅斯堡在週五下午的第二階段練習賽再度成為場上最快車手。他的1:31.001單圈時間較去年比賽的桿位成績快上1.5秒。路易斯·漢米爾頓以落後羅斯堡0.241秒的成績名列第二。詹森·巴頓為麥拉倫取得第三，但他的時間仍落後第一名超過1秒。幾位車手表示對麥拉倫在週五練習賽期間的速度感到驚訝，巴頓更形容這是該隊「近幾年來」的最佳狀態。馬克斯·維斯塔潘位居第四，緊追在後的是雷克南與維泰爾兩位法拉利車手。維泰爾在使用軟胎時曾寫下第三快的成績，但在換上超軟胎後出現幾次失誤，意味著他最終無法取得比第六名更佳的成績。當他的左後車輪螺母縮脫後，迫使他在練習賽結束前15分鐘提前收場。范多恩在第二階段名列第11，而在塞利斯下場後的塞吉歐·培瑞茲則取得第15名，領先其隊友尼可·賀根堡兩名。羅曼·格羅斯讓的車輛壓過路緣石時出現震動，造成他的前鼻翼斷裂，也使他脫離了賽道。之後，他順利回到維修站並更換了鼻翼。此階段練習賽結束後，雷諾的凱文·馬格努森未進行過磅檢查，反而將他的車輛駛回車庫，並進行維修工作。因此，他在正賽時必須從維修道發車。
兩位法拉利車手在第三階段占據了一、二名，賽巴斯蒂安·維泰爾寫下1:31.683的最快單圈成績，而奇米·雷克南則位居第二。羅斯堡與漢米爾頓兩位車梅賽德斯車手位居其後，在後方的則是維爾特利·鮑達斯及羅曼·格羅斯讓。兩位梅賽德斯車手用上軟胎時，曾寫下相近的時間，但在羅斯堡換上超軟胎後，超越了漢米爾頓。午後陽光的高溫意味著此時的單圈時間會較第二階段下滑。威廉斯的費利佩·馬薩換上全新且較短的鼻翼，但僅取得第九名，較其隊友鮑答斯慢上約半秒。紅牛二隊未用上超軟胎，兩位車手分別位居第15、16名。喬里昂·帕爾默取得第20名，但在練習賽結束前刺破了他的輪胎。

### 排位賽
週六排位賽依舊維持以2016年的「淘汰制」規則進行。正如多年來一般，排位賽程序劃分為三個部分，第一階段（Q1）長16分鐘，而第二、第三階段（Q2、Q3）分別長15及14分鐘。所有22輛車在一階段上場，隨著前兩階段分各自淘汰7名車手後，剩餘的8位車手進入Q3爭奪桿位。然而，依據新的排位賽規則，在Q1經過7分鐘、Q2經過6分鐘及Q3第五分鐘後，開始以每90秒依序淘汰場上最慢的一位車手。
Q1展開，所有車手上場跑出他們的最快時間，接著前段的車手回到了維修道，獨留將被淘汰的車手在場上爭奪。費利佩·納斯爾與里奧·哈里恩多皆無法做出他們的第二次單圈時間，其中，前者在他的首圈發生失誤，使他的排位敬陪末座。喬里昂·帕爾默在第二圈提高了他的時間，但他很快地就被寫下更快成績的斯托弗·范多恩擠下，被迫淘汰。帕斯卡·維爾莱茵取得第16位，領先印度威力的塞吉歐·培瑞茲。凱文·馬格努森位居第19，但他因為受罰仍需從維修道起跑。
第二階段排位賽在時間倒數下展開，但因為維修道末端的紅燈亮起，開始程序出現了問題，車手們被迫停止車輛。隨後，一位工作人員揮舞綠旗，指示車手可以回到賽場。此階段練習賽期間，路易斯·漢米爾頓寫下最快單圈時間，維泰爾也在羅斯堡出現失誤的情況下，取得第二名。丹尼爾·科維亞特率先被淘汰，巴頓也在其初登場的隊友范多恩之前被出局。尼可·賀根堡是唯一一位回到場上刷新時間的車手，擠下格羅斯讓、馬克斯·維斯塔潘與小卡洛斯·塞恩斯，順利以第八名晉身Q3。
當前段的車手在Q3做出他們的首次時間時，漢米爾頓卻在最後一彎發生失誤，使他落後隊友羅斯堡與兩位法拉利車手。賀根堡、兩位威廉斯車手及里卡多未再多做一次時間，先後被淘汰，而剩餘的四位車手則再度上場。漢米爾頓以1:29.493寫下巴林賽道史上最快的單圈時間，以0.077秒的些微之差，從隊友羅斯堡手中奪下桿位。維泰爾則以約半秒之差取得第3位，隊友雷克南位居第4。排位賽後，國際汽聯對漢米爾頓在維修道的倒車行為展開調查，使他的桿位受到威脅。最終，漢米爾頓遭到一次訓誡，桿位得以保住。

#### 排位賽後
許多評論家對此次排位賽的反應就如兩周前一般，不斷批評著這項新制。然而，國際汽聯、一級方程式管理公司（FOM）及各車隊在週日正賽當天進行的一場會議，對恢復至舊制排位賽未能達成共識，國際汽聯及FOM的代表更將這項選擇排除在外。各車隊也提出了所有車手在每個排位賽階段皆要跑出兩次時間的新提案。再將兩次時間加總以決定排位。各界對此的看法兩極。賽巴斯蒂安·維泰爾形容這是一個「胡鬧的理念」，丹尼爾·里卡多表示他「對此不很感興趣」，詹森·巴頓認為這是比目前的淘汰制更好的計畫。不過，11支車隊在賽後的週四聯名上書，再度要求國際汽聯及FOM恢復到2015的排位賽制。管理當局與商業權持有人皆對此表示認同，但尚未做出正式決定。

### 正賽
兩位車手在正賽展開前便提前退賽，賽巴斯蒂安·維泰爾車輛的引擎在暖胎圈故障並停在了賽道上，接著，喬里昂·帕爾默在暖胎圈結束後，出現液壓故障問題，而將車輛開回維修站而非回到起跑格線上。這是維泰爾職業生涯首度未能在正賽中起跑。比賽展開後，羅斯堡從漢米爾頓手中奪走領先地位，後者則與維爾特利·鮑達斯發生碰撞並下滑至第9名。鮑達斯與里卡多皆因這次的事件損壞了各自的前鼻翼。費利佩·馬薩趁勢上升至羅斯堡後方的第2名。後方，塞吉歐·培瑞茲與小卡洛斯·塞恩斯同樣發生擦撞，使得塞恩斯的輪胎被刺穿，而培瑞茲則撞壞了前翼，雙雙進站維修。丹尼爾·科維亞特與尼可·賀根堡成為了首圈事故中的受害者。5圈後的領先集團順序為：羅斯堡、馬薩、鮑達斯、里卡多及雷克南，接著，雷克南在下一圈超車取得第4名。同圈，詹森·巴頓因為動能回收系統故障退賽。下一圈，雷克南超越鮑達斯來到第3名。漢米爾頓經過1號彎的事故後重新振作，很快地在第8圈也超越鮑達斯，暫居第4名。第10圈，鮑達斯因為他在起跑時與漢米爾頓的碰撞受罰限速通過維修道一次。到了第11圈，伊斯班·古鐵雷斯因煞車故障退賽，而他的隊友格羅斯讓則位居第4名。
領先集團中，奇米·雷克南在第12圈率先進站，羅斯堡與漢米爾頓則在下一圈跟進。漢米爾頓出站後位居第6名，接著，超越前方的科維亞特與馬薩，並在第17圈從里卡多手中取得第3名。一圈後，格羅斯讓超越馬薩來到第5名。同時，羅斯堡在前方拉開差距，在第22圈時領先雷克南12秒。後方，凱文·馬格努森受到了帕斯卡·維爾莱茵的馬諾牽制，由於馬諾的直線速度優勢而無法順利超車。格羅斯讓在第25圈再度超車，從里卡多手中取得第4名，並在此圈結束後進站換胎。三圈後，他利用新胎超越隊友科維亞特，暫居第5名。小卡洛斯·塞恩斯在第29圈退賽，漢米爾頓及雷克南也相繼進站換胎，馬薩則在下一圈跟進。羅斯堡於再一圈後進站，出站後依舊保持領先，同時，持續追擊的漢米爾頓與前方雷克南相差3.7秒。進站潮結束後的名次順序為：羅斯堡、雷克南、漢米爾頓、里卡多、科維亞特、格羅斯讓、維斯塔潘、鮑達斯、范多恩及馬薩。
到了第38圈，羅斯堡領先雷克南9秒，漢米爾頓則再落後5秒。雷克南與此圈進站，而兩位梅賽德斯車手則在兩圈後跟進。格羅斯讓於第41圈進站，但這次的進站長達25秒，也讓後方的對手逐漸追趕上來。他出站後位居第8，並在第45圈超越進站的科維亞特來到第7名，接著又在一圈後超車馬薩。比賽剩下10圈，羅斯堡持續擴大前次進站追近的雷克南間的差距。到了第51圈，科維亞特超越鮑達斯上到第8名，維爾莱茵在隔圈超車賀根堡來到第13。隨後，維爾莱茵始終無法追上马库斯·埃里克松的薩伯，未能取得第12名。第56圈，羅斯堡將他與雷克南間的差距擴大至8秒，科維亞特從馬薩手中取得第7名。最終，尼可·羅斯堡保持著領先地位，順利在雷克南與漢米爾頓面前取得分站冠軍。里卡多名列第4，後方的格羅斯讓繼澳洲後更進一步，取得第5名。處女秀的斯托弗·范多恩以第10名的成績取得1個積分。哈斯車隊在他們的首兩場一級方程式比賽，分別以第6及第5名完賽，成為繼1973年的影子車隊後的首支最佳開季車隊。

## 賽事結果

### 排位賽成績
| 名次               | 車號 | 車手              | 車隊              | 第一階段 | 第二階段 | 第三階段 | 發車位 |
| ------------------ | ---- | ----------------- | ----------------- | -------- | -------- | -------- | ------ |
| 1                  | 44   | 路易斯·漢米爾頓   | 梅賽德斯          | 1:31.391 | 1:30.039 | 1:29.493 | 1      |
| 2                  | 6    | 尼可·羅斯堡       | 梅賽德斯          | 1:31.325 | 1:30.535 | 1:29.570 | 2      |
| 3                  | 5    | 賽巴斯蒂安·維泰爾 | 法拉利            | 1:31.636 | 1:30.409 | 1:30.012 | 3      |
| 4                  | 7    | 奇米·雷克南       | 法拉利            | 1:31.685 | 1:30.559 | 1:30.244 | 4      |
| 5                  | 3    | 丹尼爾·里卡多     | 紅牛-豪雅         | 1:31.403 | 1:31.122 | 1:30.854 | 5      |
| 6                  | 77   | 維爾特利·鮑達斯   | 威廉斯-梅賽德斯   | 1:31.672 | 1:30.931 | 1:31.153 | 6      |
| 7                  | 19   | 費利佩·馬薩       | 威廉斯-梅賽德斯   | 1:32.045 | 1:31.374 | 1:31.155 | 7      |
| 8                  | 27   | 尼古拉斯·賀根堡   | 印度威力-梅賽德斯 | 1:31.987 | 1:31.604 | 1:31.620 | 8      |
| 9                  | 8    | 羅曼·格羅斯讓     | 哈斯-法拉利       | 1:32.005 | 1:31.756 |          | 9      |
| 10                 | 33   | 馬克斯·維斯塔潘   | 紅牛二隊-法拉利   | 1:31.888 | 1:31.772 |          | 10     |
| 11                 | 55   | 小卡洛斯·塞恩斯   | 紅牛二隊-法拉利   | 1:31.716 | 1:31.816 |          | 11     |
| 12                 | 47   | 斯托弗·范多恩     | 麥拉倫-本田       | 1:32.472 | 1:31.934 |          | 12     |
| 13                 | 21   | 伊斯班·古鐵雷斯   | 哈斯-法拉利       | 1:32.118 | 1:31.945 |          | 13     |
| 14                 | 22   | 詹森·巴頓         | 麥拉倫-本田       | 1:31.976 | 1:31.998 |          | 14     |
| 15                 | 26   | 丹尼爾·科維亞特   | 紅牛-豪雅         | 1:32.559 | 1:32.241 |          | 15     |
| 16                 | 94   | 帕斯卡·維爾莱茵   | 馬諾-梅賽德斯     | 1:32.806 |          |          | 16     |
| 17                 | 9    | 马库斯·埃里克松   | 薩伯-法拉利       | 1:32.840 |          |          | 17     |
| 18                 | 11   | 塞吉歐·培瑞茲     | 印度威力-梅賽德斯 | 1:32.911 |          |          | 18     |
| 19                 | 20   | 凱文·馬格努森     | 雷諾              | 1:33.181 |          |          | PL1    |
| 20                 | 30   | 喬里昂·帕爾默     | 雷諾              | 1:33.438 |          |          | 19     |
| 21                 | 88   | 里奧·哈里恩多     | 馬諾-梅賽德斯     | 1:34.190 |          |          | 20     |
| 22                 | 12   | 費利佩·納斯爾     | 薩伯-法拉利       | 1:34.388 |          |          | 21     |
| 107%時間：1:37.717 |      |                   |                   |          |          |          |        |
| 來源：             |      |                   |                   |          |          |          |        |

註記：
- ^1  — 凱文·馬格努森在自由練習賽時，因為未執行強制性的過磅檢查，且其車隊擅自進行整備作業，而受罰在正賽須從維修道起跑。[28]

### 正賽成績
| 名次   | 車號 | 車手              | 車隊              | 圈數 | 時間/退賽   | 發車位 | 積分 |
| ------ | ---- | ----------------- | ----------------- | ---- | ----------- | ------ | ---- |
| 1      | 6    | 尼可·羅斯堡       | 梅賽德斯          | 57   | 1:33:34.696 | 2      | 25   |
| 2      | 7    | 奇米·雷克南       | 法拉利            | 57   | +10.282     | 4      | 18   |
| 3      | 44   | 路易斯·漢米爾頓   | 梅賽德斯          | 57   | +30.148     | 1      | 15   |
| 4      | 3    | 丹尼爾·里卡多     | 紅牛-豪雅         | 57   | +62.494     | 5      | 12   |
| 5      | 8    | 羅曼·格羅斯讓     | 哈斯-法拉利       | 57   | +78.299     | 9      | 10   |
| 6      | 33   | 馬克斯·維斯塔潘   | 紅牛二隊-法拉利   | 57   | +80.929     | 10     | 8    |
| 7      | 26   | 丹尼爾·科維亞特   | 紅牛-豪雅         | 56   | +1圈        | 15     | 6    |
| 8      | 19   | 費利佩·馬薩       | 威廉斯-梅賽德斯   | 56   | +1圈        | 7      | 4    |
| 9      | 77   | 維爾特利·鮑達斯   | 威廉斯-梅賽德斯   | 56   | +1圈        | 6      | 2    |
| 10     | 47   | 斯托弗·范多恩     | 麥拉倫-本田       | 56   | +1圈        | 12     | 1    |
| 11     | 20   | 凱文·馬格努森     | 雷諾              | 56   | +1圈        | PL     |      |
| 12     | 9    | 马库斯·埃里克松   | 薩伯-法拉利       | 56   | +1圈        | 17     |      |
| 13     | 94   | 帕斯卡·維爾萊茵   | 馬諾-梅賽德斯     | 56   | +1圈        | 16     |      |
| 14     | 12   | 費利佩·納斯爾     | 薩伯-法拉利       | 56   | +1圈        | 21     |      |
| 15     | 27   | 尼古拉斯·賀根堡   | 印度威力-梅賽德斯 | 56   | +1圈        | 8      |      |
| 16     | 11   | 塞吉歐·培瑞茲     | 印度威力-梅賽德斯 | 56   | +1圈        | 18     |      |
| 17     | 88   | 里奧·哈里恩多     | 馬諾-梅賽德斯     | 56   | +1圈        | 20     |      |
| Ret    | 55   | 小卡洛斯·塞恩斯   | 紅牛二隊-法拉利   | 29   | 碰撞損壞    | 11     |      |
| Ret    | 21   | 伊斯班·古鐵雷斯   | 哈斯-法拉利       | 10   | 煞車        | 13     |      |
| Ret    | 22   | 簡森·巴頓         | 麥拉倫-本田       | 6    | 引擎        | 14     |      |
| DNS    | 5    | 賽巴斯蒂安·維泰爾 | 法拉利            | 0    | 引擎        | —      |      |
| DNS    | 30   | 喬里昂·帕爾默     | 雷諾              | 0    | 液壓        | —      |      |
| 來源： |      |                   |                   |      |             |        |      |

## 賽後排名
|    | 名次 | 車手            | 積分 |
| -- | ---- | --------------- | ---- |
|    | 1    | 尼可·羅斯堡     | 50   |
|    | 2    | 路易斯·漢米爾頓 | 33   |
| 1  | 3    | 丹尼爾·里卡多   | 24   |
| 14 | 4    | 奇米·雷克南     | 18   |
| 1  | 5    | 羅曼·格羅斯讓   | 18   |

|   | 名次 | 車隊            | 積分 |
| - | ---- | --------------- | ---- |
|   | 1    | 梅賽德斯        | 83   |
|   | 2    | 法拉利          | 33   |
| 1 | 3    | 紅牛-豪雅       | 30   |
| 1 | 4    | 威廉斯-梅賽德斯 | 20   |
|   | 5    | 哈斯-法拉利     | 18   |

- 註記：僅列出前五名。

## 外部連結
- 一級方程式賽車官方網站上的巴林大獎賽（页面存档备份，存于）頁面

| 上一場： 2016年澳洲大獎賽 | 2016年世界一级方程式锦标赛 | 下一場： 2016年中國大獎賽 |
| 上一屆： 2015年巴林大獎賽 | 巴林大獎賽                 | 下一屆： 無               |